# رون هارت
رون هارت (7 نوفمبر 1961 في نيوزيلندا - ) (بالإنجليزية: Ron Hart)‏ هو لاعب كريكت نيوزلندي. شارك مع منتخب نيوزيلندا الوطني للكريكت. أما مع النوادي، فقد لعب مع Central Districts cricket team ‏ وWellington cricket team ‏.